# Despotismo hidráulico
Um despotismo hidráulico, também conhecido como império hidráulico, sociedade hidráulica, civilização hidráulica ou império de monopólio da água, é uma estrutura social ou governamental que mantém o poder e o controle através do controle exclusivo sobre o acesso à água. Surge através da necessidade de controle de cheias e irrigação, o que requer coordenação central e uma burocracia especializada.
Frequentemente associada a estes termos e conceitos está a noção de uma dinastia da água. Este órgão é uma estrutura política que é comumente caracterizada por um sistema de hierarquia e controle muitas vezes baseado em classe ou casta. O poder, tanto sobre os recursos (alimentos, água, energia) como sobre um meio de aplicação da lei, como os militares, é vital para a manutenção do controle.

## Civilizações
Uma civilização hidráulica desenvolvida mantém o controle sobre sua população por meio do controle do abastecimento de água. O termo foi cunhado pelo historiador germano-americano Karl August Wittfogel (1896–1988), em seu livro Oriental Despotism: A Comparative Study of Total Power (1957). Wittfogel afirmou que tais "civilizações hidráulicas", embora não estivessem todas localizadas no Oriente ou fossem características de todas as sociedades orientais, eram essencialmente diferentes daquelas do mundo ocidental. Segundo Wittfogel, acredita-se que a maioria das primeiras civilizações da história, como o Antigo Egito, a Mesopotâmia, a China, a Índia, o México pré-colombiano e o Peru, tenham sido impérios hidráulicos. A maioria dos impérios hidráulicos existia em regiões áridas ou desérticas, mas a China imperial também tinha algumas dessas características, devido às exigentes necessidades do cultivo do arroz.
O Império Máuria na Índia foi classificado por Wittfogel como uma grandiosa economia hidráulica. Kautilya, ao se referir ao udakabhaga (cesso de água, sendo cesso um termo usado na Índia, Escócia e Irlanda para um imposto adicional), lista vários tipos de irrigação, ou seja, irrigada por trabalho manual, carregando água no ombro, por água elevadores e levantando água de lagos, rios, etc. Alguns estudiosos acreditam que o Artaxastra faz uma referência clara aos canais para irrigação, em um sutra que aponta que a água foi posta em movimento escavando (khatapravrittim) de uma barragem de rio (nandinibhandayatana) ou um tanque.
Além do Antigo Egito e do Reino de Cuxe, o Sultanato Ajuran do Chifre da África era o único outro império hidráulico na África. No século XIII, os Ajuran começaram a monopolizar os recursos hídricos dos rios Juba e Shebelle. Por meio da engenharia hidráulica, eles também construíram muitos dos poços e cisternas de calcário do estado que ainda hoje estão em uso. Os seus governantes desenvolveram novos sistemas agrícolas e fiscais, que continuaram a ser utilizados em partes do Chifre da África até ao século XIX.

## Análise
Wittfogel argumenta que o clima fez com que algumas partes do mundo desenvolvessem "níveis de civilização mais elevados" do que outras. Ele é conhecido por afirmar que o clima no Oriente levou a um governo despótico. Este determinismo ambiental surge quando se considera que nas sociedades onde foi exibido maior controle, isto acontecia normalmente devido ao papel central do recurso nos processos econômicos e à sua natureza ambientalmente limitada ou restringida. Isto facilitou o controle da oferta e da procura e permitiu o estabelecimento de um monopólio mais completo, bem como impediu a utilização de recursos alternativos para compensar.
O governo típico do império hidráulico, na tese de Wittfogel, é extremamente centralizado, sem nenhum vestígio de uma aristocracia independente – em contraste com o feudalismo descentralizado da Europa medieval. Embora as sociedades tribais tivessem estruturas que eram geralmente de natureza pessoal, exercidas por um patriarca sobre um grupo tribal relacionado por vários graus de parentesco, as hierarquias hidráulicas deram origem à instituição permanente estabelecida de governo impessoal. A revolução popular num tal estado era impossível: uma dinastia poderia morrer ou ser derrubada pela força, mas o novo regime diferiria muito pouco do antigo. Os impérios hidráulicos só foram destruídos por conquistadores estrangeiros, afirma ele.[carece de fontes?]
As ideias de Wittfogel, quando aplicadas à China, foram duramente criticadas por estudiosos como Joseph Needham, que argumentou essencialmente que Wittfogel operava por ignorância da história chinesa básica. Needham argumentou que o governo chinês não era despótico, não era dominado por um sacerdócio, teve muitas rebeliões camponesas e que a perspectiva de Wittfogel não aborda a necessidade e a presença da burocracia na civilização ocidental moderna. Robert Carneiro também criticou a teoria de Wittfogel, escrevendo na Science em agosto de 1970: "Esta teoria recentemente enfrentou dificuldades. A evidência arqueológica agora faz parecer que em pelo menos três das áreas que Wittfogel cita como exemplificando sua "hipótese hidráulica" - Mesopotâmia, China e México - estados de pleno direito se desenvolveram muito antes da irrigação em grande escala". No que diz respeito à Mesopotâmia, Carneiro citou Robert McCormick, que concluiu: "Em suma, não há nada que sugira que a ascensão da autoridade dinástica no sul da Mesopotâmia estivesse ligada às necessidades administrativas de um grande sistema de canais." Sobre a China, que Carneiro chamou de "área prototípica das teorias hidráulicas de Wittfogel", citou Jacques Gernet que havia escrito recentemente: "embora o estabelecimento de um sistema de regulação dos cursos de água e irrigação, e o controle de deste sistema, pode ter afetado a constituição política dos estados militares e da China imperial, permanece o facto de que, historicamente, foram as estruturas estatais preexistentes e a grande e bem treinada força de trabalho fornecida pelos exércitos que fizeram grandes projetos de irrigação possíveis”. Voltando-se para o México, Carneiro escreveu: “os sistemas de irrigação em grande escala não parecem ser anteriores ao período clássico, embora seja claro que os primeiros estados surgiram no período Formativo ou Pré-Clássico anterior”. Sobre os impérios hidráulicos em geral, Carneiro comentou: “Isso não quer dizer, é claro, que a irrigação em grande escala, onde ocorreu, não contribuiu significativamente para aumentar o poder e o alcance do Estado. Wittfogel limita-se a esta afirmação, não tenho qualquer discórdia com ele. No entanto, o ponto em questão não é como o Estado aumentou o seu poder, mas como ele surgiu em primeiro lugar. E para esta questão a hipótese hidráulica não parece ser válida."
Os mesmos elementos de controle de recursos fundamentais para o império hidráulico foram também fundamentais para a colonização europeia de grande parte do Sul global. As colônias eram áreas ricas em recursos localizadas na periferia, e os modelos contemporâneos de interação centro-periferia centravam-se na extração e controle desses recursos para utilização no centro. Isto foi conseguido através de um tipo de despotismo agro-gerencial com ligações estreitas aos debates em torno do império hidráulico.